# Гиря Ольга Олександрівна
Ольга Олександрівна Гиря (рос. Ольга Александровна Гиря; 6 червня 1991, Лангепас) — російська шахістка. Гросмейстер серед жінок від 2009 року. Чемпіонка Росії 2019 року.
Її рейтинг станом на березнь 2020 року — 2469 (22-ге місце у світі, 6-те — серед шахісток Росії).

## Кар'єра
Неодноразово представляла Росію на чемпіонаті світу і Європи серед дівчат у різних вікових категоріях, вигравши сім медалей: 2 золотих (Фермо 2009 — ЧЄ до 18 років, Анталья 2009 — ЧС до 18), чотири срібних (Кемер 2007 — ЧС до 16, Херцег-Новий 2008 — ЧЄ до 18, Чотова 2010 — ЧС до 20, Мадрас 2011 — ЧС до 20) і 1 бронзову (Вунгтау 2006 — ЧС до 18 років).
2006 року перемогла на турнірі за круговою системою в Салехарді, вигравши всі 9 партій.
Неодноразово представляла збірну Росії на командних змаганнях:
- Шахові олімпіади 2010 і 2014. 2014 року здобула перемогу в командному заліку[4]
- Чемпіонатах світу 2013, 2015. Разом з командою — бронзові нагороди 2013. Особисте 1-е місце 2013 (на 5-й шахівниці)[5]
- Чемпіонат Європи 2013. Срібні нагороди в командному заліку[6].